# Torneo Internazional Femmin di Palermo 1994
Torneo Internazional Femmin di Palermo 1994 — жіночий тенісний турнір, що проходив на відкритих кортах з ґрунтовим покриттям Country Time Club у Палермо (Італія). Належав до турнірів 4-ї категорії в рамках Туру WTA 1994. Відбувсь усьоме і тривав з 5 до 10 липня 1994 року. Друга сіяна Іріна Спирля здобула титул в одиночному розряді й отримала 18 тис. доларів США.

## Фінальна частина

### Одиночний розряд
Іріна Спирля —  Бренда Шульц 6–4, 1–6, 7–6(7–5)
- Для Спирлі це був 1-й титул в одиночному разряді за кар'єру.

### Парний розряд
Руксандра Драгомір /  Лаура Гарроне —  Аліче Канепа /  Джулія Казоні 6–1, 6–0